# セントラル・ヨーロッパ・ラリー

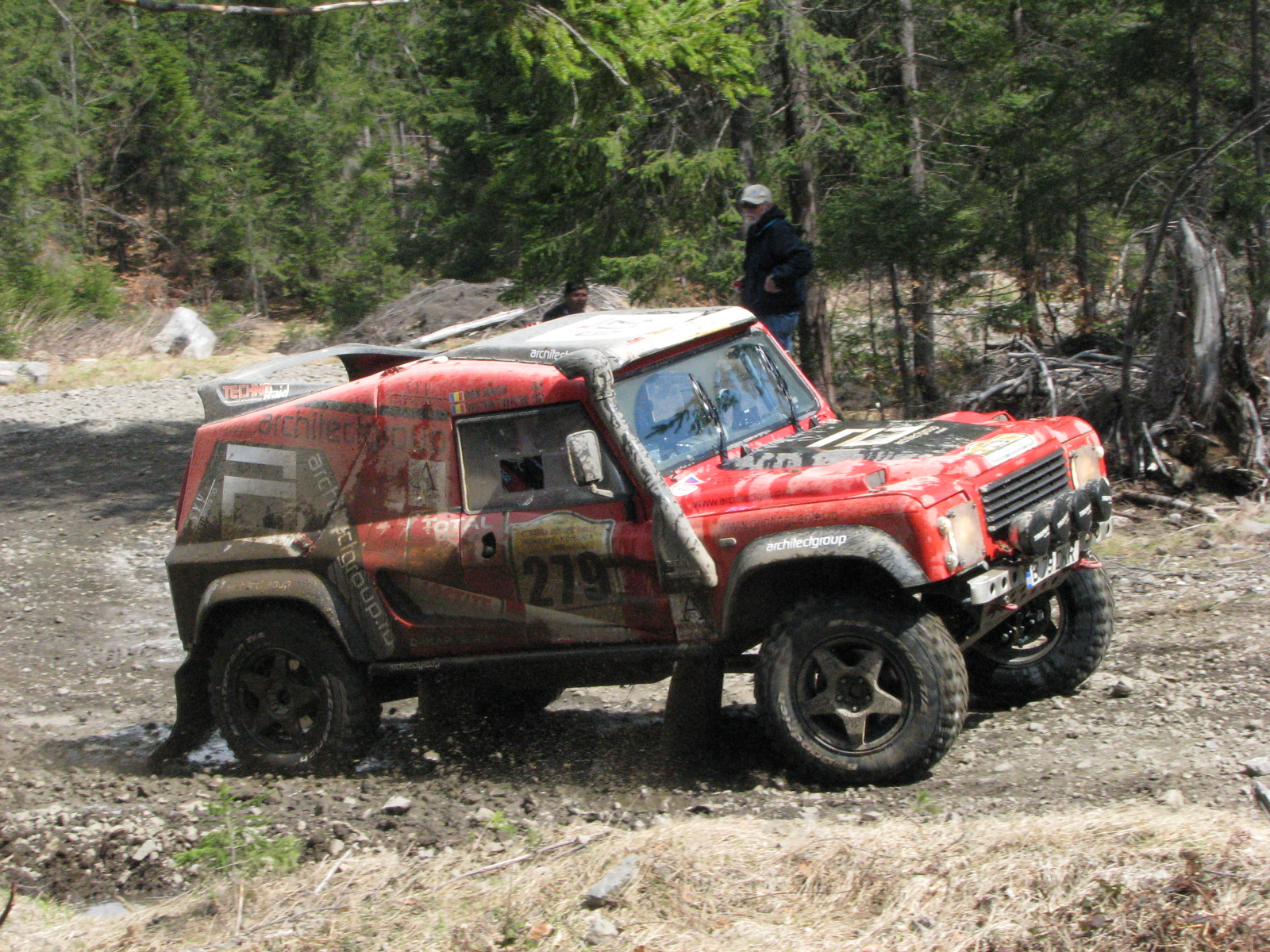
プライベーターのボウラー（レンジローバーベースのクロスカントリー車）

セントラル・ヨーロッパ・ラリー（英語:Central Europe Rally）は、2008年4月20日から4月26日までの7日間、アフリカ北西部モーリタニアの治安悪化のため中止となった自動車の第30回ダカール・ラリーの代替大会として、中欧のハンガリーとルーマニアの2カ国で開催されたラリーレイド大会。

## ルート
ハンガリーの首都・ブダペストをスタートし、途中、ルーマニアを通過した後、再びハンガリーに戻り、同国西部のバラトン湖までの走行距離およそ3061kmで争われた大会。

## 結果

### 二輪
- 1位.デビッド・カストゥ(KTM)
- 2位.フランシスコ・ロペス・コンタルド(KTM)
- 3位.アラン・デュクロ(KTM)
- 4位.ホセ・マヌエル・ペリセル(ヤマハ)
- 5位.シリル・デプレ(KTM)

### 四輪
- 1位.カルロス・サインツ/ミシェル・ペラン（フォルクスワーゲン）
- 2位.ステファン・ペテランセル/ジャン・ポール・コトレ（三菱）
- 3位.ディーター・デッピング/ティモ・ゴットシャルク（フォルクスワーゲン）
- 4位.リュック・アルファン/ジル・ピカール（三菱）
- 5位.カルロス・ソウザ/アンドレアス・シュルツ（フォルクスワーゲン）
- 6位.ブルーノ・サビー/アラン・ゲエネック、(BMW)
- 7位.ロバート・バルドウィン/ケビン・ヒース（ハマー）
- 8位.フィリップ・ガッシェ/フランソワ・フリック（SMG）
- 9位.ミロスラフ・ザプレタル/ヴァルディミール・ネマジャー（三菱）
- 10位.ロビー・ゴードン/アンディ・グライダー（ハマー）

### トラック
- 1位.ハンス・ステイシー/エディ・シュバリエ/バーナード・デ・キンデレン（MAN）
- 2位.ウルファー・ヴァン・ピンケル/ダニエル・ブルインスマ/リカルド・デ・ルーイ（GINAF）
- 3位.アレス・ロプライス/ラディスラフ・ララ/ミラン・ホラン（タトラ）
- 4位. マレク・スパチル/イジー・ジャーク/ズデニェク・ニェメツ（LIAZ）
- 5位. マルコ・ドーノ/アンドレア・ベッティガ/アンジェロ・フマガリ（イヴェコ）

日本から出場した三菱・パジェロの増岡浩は大会第3日目でリタイヤした。